# 1924 في رومانيا
فيما يلي قوائم الأحداث التي وقعت خلال عام 1924 في رومانيا.

## رياضة
- 17 أغسطس – دوري الدرجة الأولى الروماني 1923–24 الفائز نادي تشينزول تيميشوارا.

## مواليد

### فبراير
- 19 فبراير – فرديناند مارشال حكم كرة قدم نمساوي.
- 20 فبراير – يوجين باربو كاتب روماني.

## وفيات

### فبراير
- 2 فبراير – ويلهلم كلاين (مواليد 1850)